# Elizabeth Yianni-Georgiou
Elizabeth Yianni-Georgiou, conosciuta anche come Lizzie (Londra, 15 luglio 1958), è una truccatrice britannica di origini greche.

## Biografia
Ai premi BAFTA 2010 venne nominata nella categoria "miglior trucco" ai British Academy Film Awards, per il suo lavoro nel film "An Education". 

## Filmografia
- La dodicesima notte (Twelfth Night), regia di Trevor Nunn (1996)
- Il Santo (The Saint), regia di Phillip Noyce (1997)
- I rubacchiotti (The Borrowers), regia di Peter Hewitt (1997)
- Il domani non muore mai (Tomorrow Never Die), regia di Roger Spottiswoode (1997)
- Salvate il soldato Ryan (Saving Private Ryan), regia di Steven Spielberg (1998)
- Notting Hill, regia di Roger Michell (1999)
- Quills - La penna dello scandalo (Quills), regia di Philip Kaufman (2000)
- If Only, regia di Gil Junger (2004)
- Tu chiamami Peter (The Life and Death of Peter Sellers), regia di Stephen Hopkins (2004)
- Wimbledon, regia di Richard Loncraine (2004)
- Guida galattica per autostoppisti (The Hitchhiker's Guide to the Galaxy), regia di Garth Jennings (2005)
- Il ritorno di Mr. Ripley (Ripley Under Ground), regia di Roger Spottiswoode (2005)
- Penelope, regia di Mark Palansky (2006)
- Espiazione (Atonement), regia di Joe Wright (2007)
- Inkheart - La leggenda di cuore d'inchiostro (Inkheart), regia di Iain Softley (2008)
- An Education, regia di Lone Scherfig (2009)
- We Want Sex (Made in Dagenham), regia di Nigel Cole (2010)
- Thor: The Dark World, regia di Alan Taylor (2013)
- Guardiani della Galassia (Guardians of the Galaxy), regia di James Gunn (2014)
- Rocketman, regia di Dexter Fletcher (2019)
- Doctor Strange nel Multiverso della Follia (Doctor Strange in the Multiverse of Madness), regia di Sam Raimi (2022)

## Riconoscimenti

### Premio Oscar
- 2015 – Candidatura per miglior trucco per Guardiani della Galassia (Guardians of the Galaxy) assiema a

### Premio BAFTA
- 2010 – Candidatura per il miglior trucco e acconciatura per An Education
- 2011 – Candidatura per il miglior trucco e acconciatura per We Want Sex (Made in Dagenham)
- 2015 – Candidatura per il miglior trucco e acconciatura per Guardiani della Galassia (Guardians of the Galaxy)
- 2020 – Candidatura per il miglior trucco e acconciatura per Rocketman